# Palais Cambon

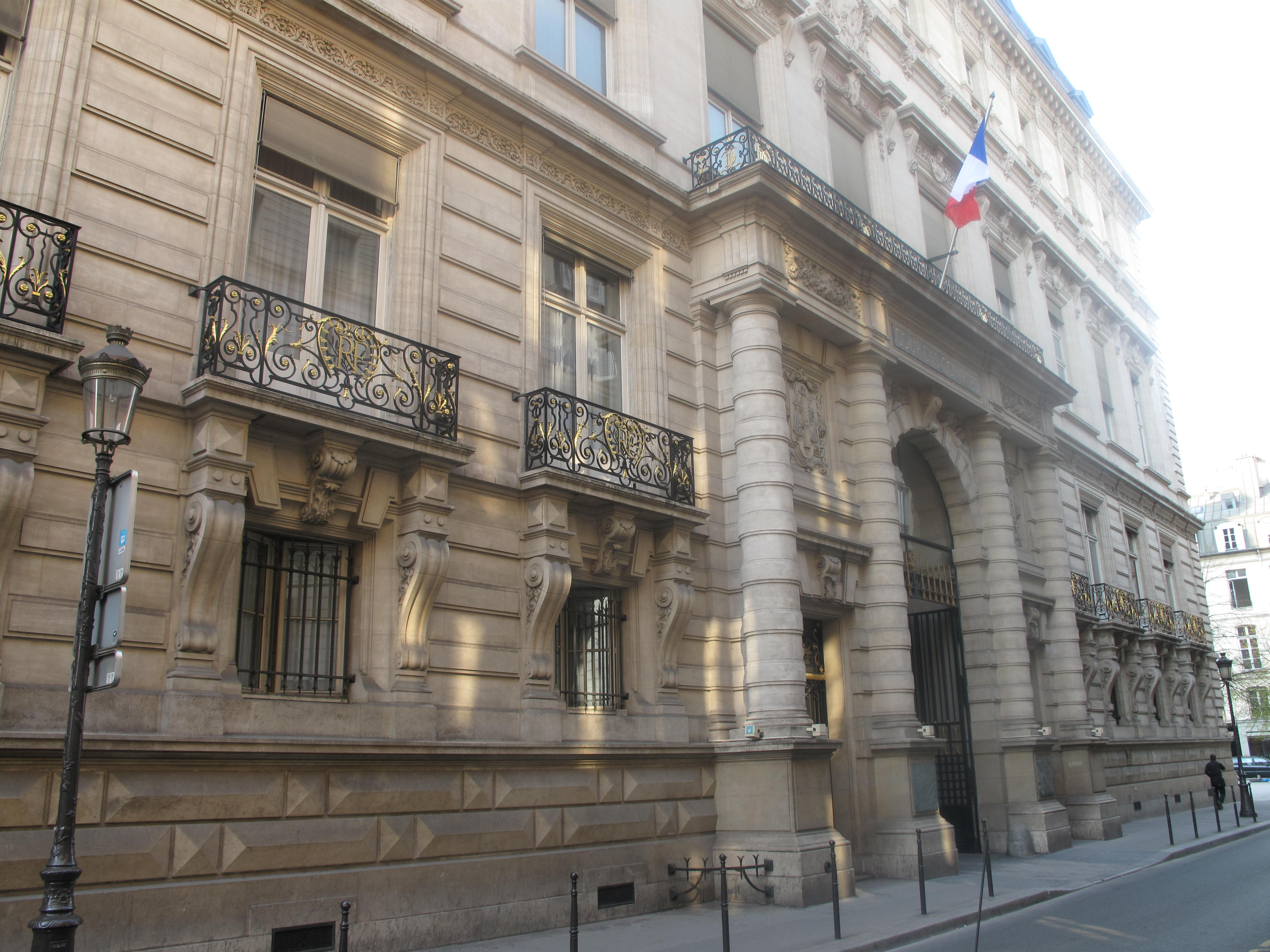
Fachada do Palais Cambon.

O Palais Cambon é um palácio de Paris situado no número 13 da Rue Cambon, no 1.º arrondissement de Paris. 

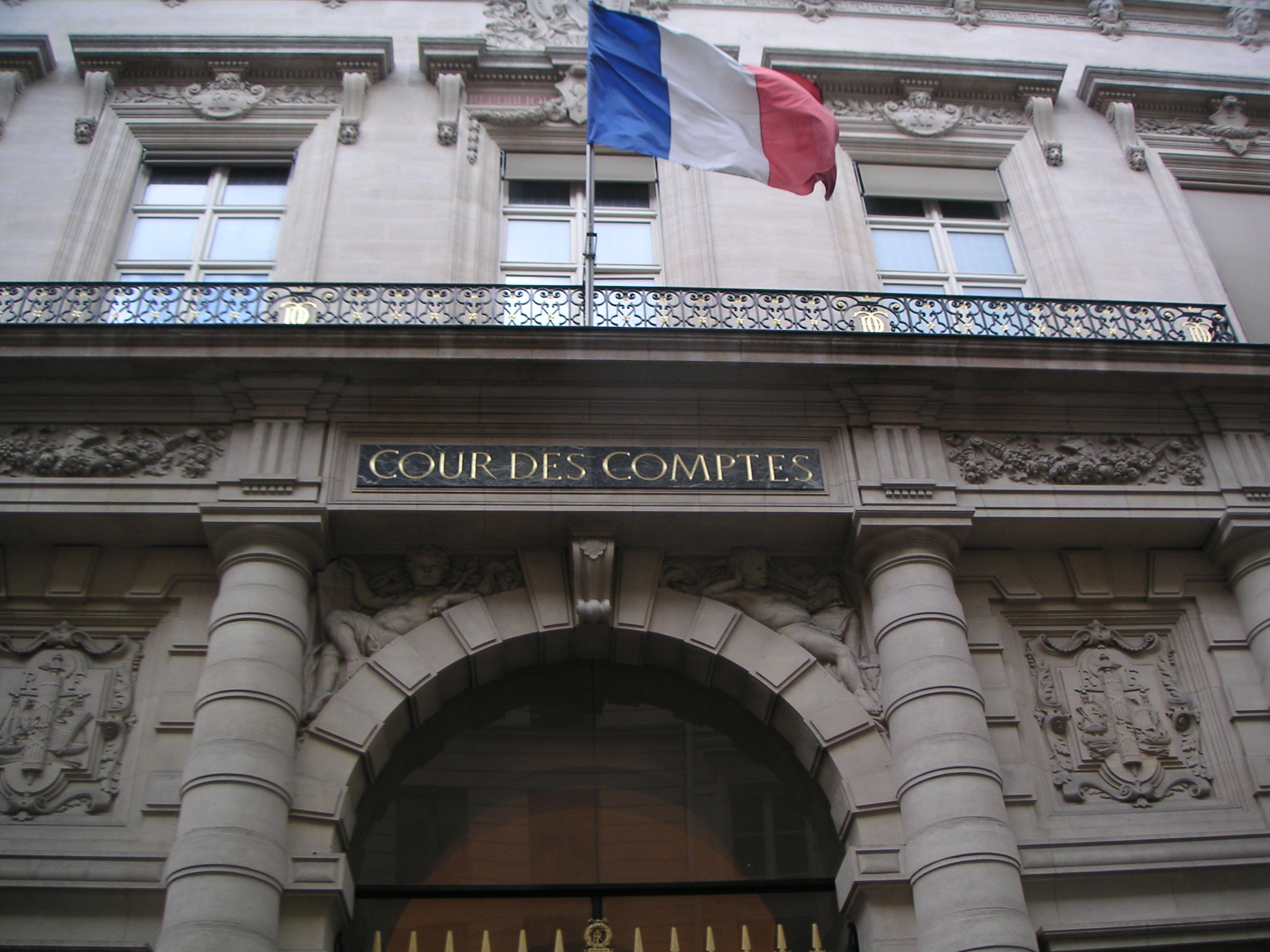
Entrada principal do Palais Cambon pela Rue Cambon.

O palácio foi edificado para alojar o Tribunal de Contas francês. A sua inauguração teve lugar em 1912. Posteriormente, o Tribunal de Contas juntou-lhe edifícios adjacentes ou vizinhos.
O edifício conta com cinco andares que se desenvolvem em torno dum pátio interior.
O Tribunal de Disciplina Orçamental e Financeira (Cour de discipline budgétaire et financière) também está instalado no Palais Cambon. 